# Mathodu, Hosadurga
Mathodu là một làng thuộc tehsil Hosadurga, huyện Chitradurga, bang Karnataka, Ấn Độ.